# زینپ کوچر
زینپ کوچر (انگلیسی: Zeynep Koçer؛ زادهٔ ۱۵ آوریل ۱۹۹۸) بازیکن فوتبال اهل ترکیه است.
وی همچنین در تیم ملی فوتبال Turkey U-19 بازی کرده‌است.